# LX판토스
LX판토스(영어: LX Pantos)는 LX그룹 계열의 글로벌 종합물류기업이다. 전 세계 380여 개의 글로벌 네트워크와 육해공을 아우르는 복합물류 서비스 역량을 바탕으로 국내외 13,000여 고객사를 대상으로 전방위 물류서비스를 제공하고 있다. 해상운송 세계 6위, 항공운송 국내 1위 규모의 물동량을 처리하는 국내 최대 국제물류 전문 기업이다.

## 연혁
- 1977년 '(주)범한흥산' 설립
- 1992년 '범한종합물류(주)'로 상호 변경
- 2006년 '(주)범한판토스'로 상호 변경
- 2017년 '(주)판토스'로 상호 변경
- 2021년 '(주)LX판토스'로 상호 변경

## 주요 사업
- 해상 운송
- 항공 운송
- 창고 및 육상 운송
- 철도 운송
- 통관
- 국제 특송
- 프로젝트 물류
- 물류 컨설팅
- 설치 물류

## 본점 및 지점 현황
- 본사: 서울특별시 종로구 새문안로 58 (신문로2가)
- 구미지점: 경상북도 구미시 산동읍 임천인덕로 204
- 안양지점: 경기도 안양시 만안구 덕천로 48 (안양동)
- 청주지점: 충청북도 청주시 흥덕구 직지대로240번길 72 (비하동)
- 구미비산지점: 경상북도 구미시 비산로 89 (비산동)
- 여수지점: 전라남도 여수시 주동로 118 , 이담빌딩 3층
- 창원1지점: 경남 창원시 의창구 차상로 96 (팔용동)
- 나주지점: 전라남도 나주시 청동 430 관리동 208호
- 파주지점: 경기도 파주시 월롱면 통일로644번길 35
- 동해지점: 강원특별자치도 동해시 대동로 215 (송정동)
- 인천지점: 인천광역시 남동구 논현고잔로 117 (고잔동)
- 천안지점: 충청남도 천안시 서북구 입장면 연곡길 387
- 대구지점: 대구광역시 달성군 옥포읍 비슬로453길 15
- 목포지점: 전라남도 무안군 삼향읍 삼일로 138
- 고양지점: 경기도 고양시 덕양구 동헌로 337 (대자동)
- 양산지점: 경상남도 양산시 북정공단1길 72 (북정동)
- 군포지점: 경기도 군포시 번영로 82 (부곡동)
- 대전지점: 충청북도 옥천군 옥천읍 옥천농공길 99
- 성남지점: 서울특별시 송파구 송파대로 55, C동 5층 (장지동, 서울동남권 물류단지)
- 평택2지점: 경기도 평택시 진위면 엘지로 222
- 경주지점: 경상북도 경주시 천북면 서평길 27-27
- 남양주지점: 경기도 남양주시 화도읍 경춘대로2247번길 8
- 장유지점: 경상남도 김해시 유하로59번길 5 (유하동)
- 용인지점: 경기도 용인시 처인구 남사읍 경기동로 386-12
- 순천지점: 전라남도 순천시 해룡면 용전길 27
- 광주지점: 광주광역시 광산구 진곡산단중앙로 204 (진곡동)
- 아산지점: 충청남도 아산시 염치읍 염치로95번길 2
- 진천지점: 충청북도 진천군 초평면 초평로 1163
- 강릉지점: 강원특별자치도 강릉시 구정면 범일로 56
- 원주지점: 강원특별자치도 원주시 문막읍 동건길 61
- 안동지점: 경상북도 안동시 풍산읍 수석길 209
- 창원2지점: 경상남도 창원시 의창구 북면 월계길 1
- 진주지점: 경상남도 사천시 축동면 인절미고갯길 2-34
- 제주지점: 제주특별자치도 제주시 조천읍 함선로 166
- 창원3지점: 경상남도 창원시 성산구 성산패총로 170 (가음정동)
- 창원4지점: 경상남도 창원시 성산구 완암로 84 (성산동)
- 대산지점: 충청남도 서산시 대산읍 명지1로 238
- 평택1지점: 경기도 평택시 진위면 서탄로 33
- 평택3지점: 경기도 화성시 장안면 황골길 63-17
- 부천지점: 경기도 부천시 오정구 신흥로511번길 80, B동 1층 (오정동, 캔달스퀘어 부천로지스틱스파크 창고)
- 부산지점: 부산광역시 중구 충장대로9번길 46, 16층 (중앙동4가, 관정빌딩)
- 인천2지점: 인천광역시 중구 공항동로296번길 98-30 (운서동)
- 인천3지점: 인천광역시 서구 갑문1로 20, 3층 (오류동, 스카이박스1 물류센터동)

## 같이 보기
- LX그룹
- LX인터내셔널